# Ljusgrunden
Ljusgrunden är öar i Åland (Finland). De ligger i Skärgårdshavet och i kommunen Brändö i landskapet Åland, i den sydvästra delen av landet. Öarna ligger omkring 72 kilometer nordöst om Mariehamn och omkring 210 kilometer väster om Helsingfors.
Arean för den av öarna koordinaterna pekar på är 4,6 hektar och dess största längd är 330 meter i sydöst-nordvästlig riktning.